# Trevor Cilia
Trevor Cilia (ur. 2 stycznia 1983 w Piecie) – maltański piłkarz występujący na pozycji pomocnika w drużynie Birkirkara FC.

## Kariera piłkarska
Trevor Cilia jest wychowankiem Floriana FC. W pierwszej drużynie grał od sezonu 2000/2001. Największym jego sukcesem w tym zespole było dotarcie do finału Pucharu Malty w 2006 roku, w którym Floriana przegrała 0:1 z Hibernians FC. Przed sezonem 2008/2009 Cilia przeszedł do Birkirkara FC. Rok później wywalczył z tą drużyną tytuł mistrzowski.
W 2006 roku Trevor Cilia zadebiutował w reprezentacji Malty. Kolejne mecze rozegrał dopiero cztery lata później, w 2010 roku.

### Statystyki reprezentacyjne
| Reprezentacja | Rok  | Mecze | Gole |
| ------------- | ---- | ----- | ---- |
| Malta         | 2010 | 2     | 0    |
| Malta         | 2009 | 0     | 0    |
| Malta         | 2008 | 0     | 0    |
| Malta         | 2007 | 0     | 0    |
| Malta         | 2006 | 1     | 0    |

Stan na 25 lipca 2010.

## Sukcesy klubowe

### Floriana FC
- Drugie miejsce:
  - Puchar Malty: 2006

### Birkirkara FC
- Zwycięstwo:
  - Maltese Premier League: 2009